# Năpădeni, Ungheni
Năpădeni este un sat din raionul Ungheni, Republica Moldova.

## Administrație și politică
Componența Consiliului local Năpădeni (9 consilieri), ales la 5 noiembrie 2023, este următoarea:
|  | Partid                            | Consilieri | Componență | Componență | Componență | Componență | Componență | Componență |
|  | --------------------------------- | ---------- | ---------- | ---------- | ---------- | ---------- | ---------- | ---------- |
|  | Partidul Social Democrat European | 6          |            |            |            |            |            |            |
|  | Partidul Acțiune și Solidaritate  | 3          |            |            |            |            |            |            |

## Personalități
- Mihai Coșcodan (1940-2016) - profesor universitar, om de știință, politician, membru al primului Parlament al Republicii Moldova 1990-1994 și unul dintre semnatarii Declarației de Independență, parte a misiunii diplomatice în Bulgaria